# ゼンパー・オーパー

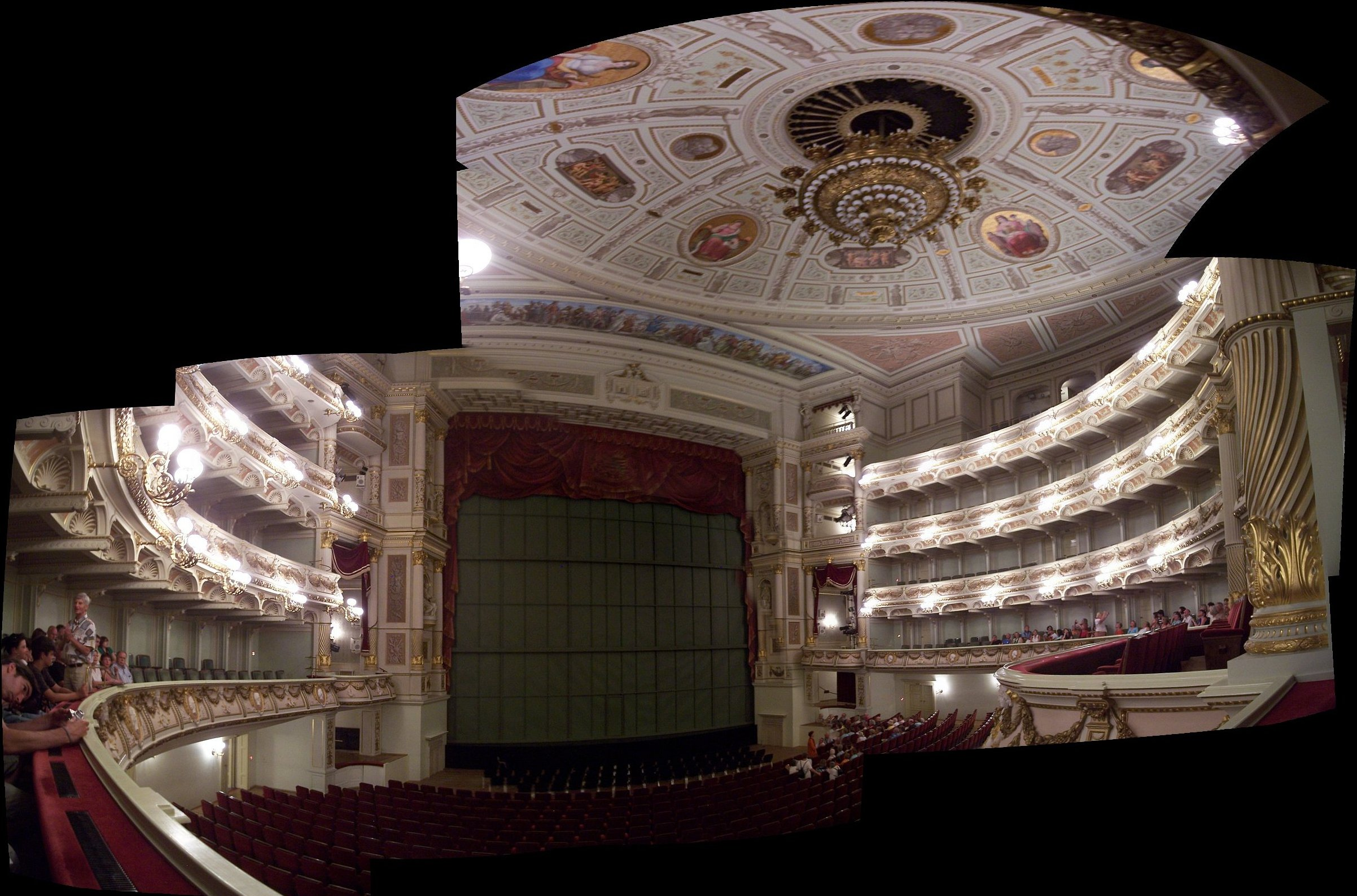
ゼンパー・オーパーの内部（2008年）

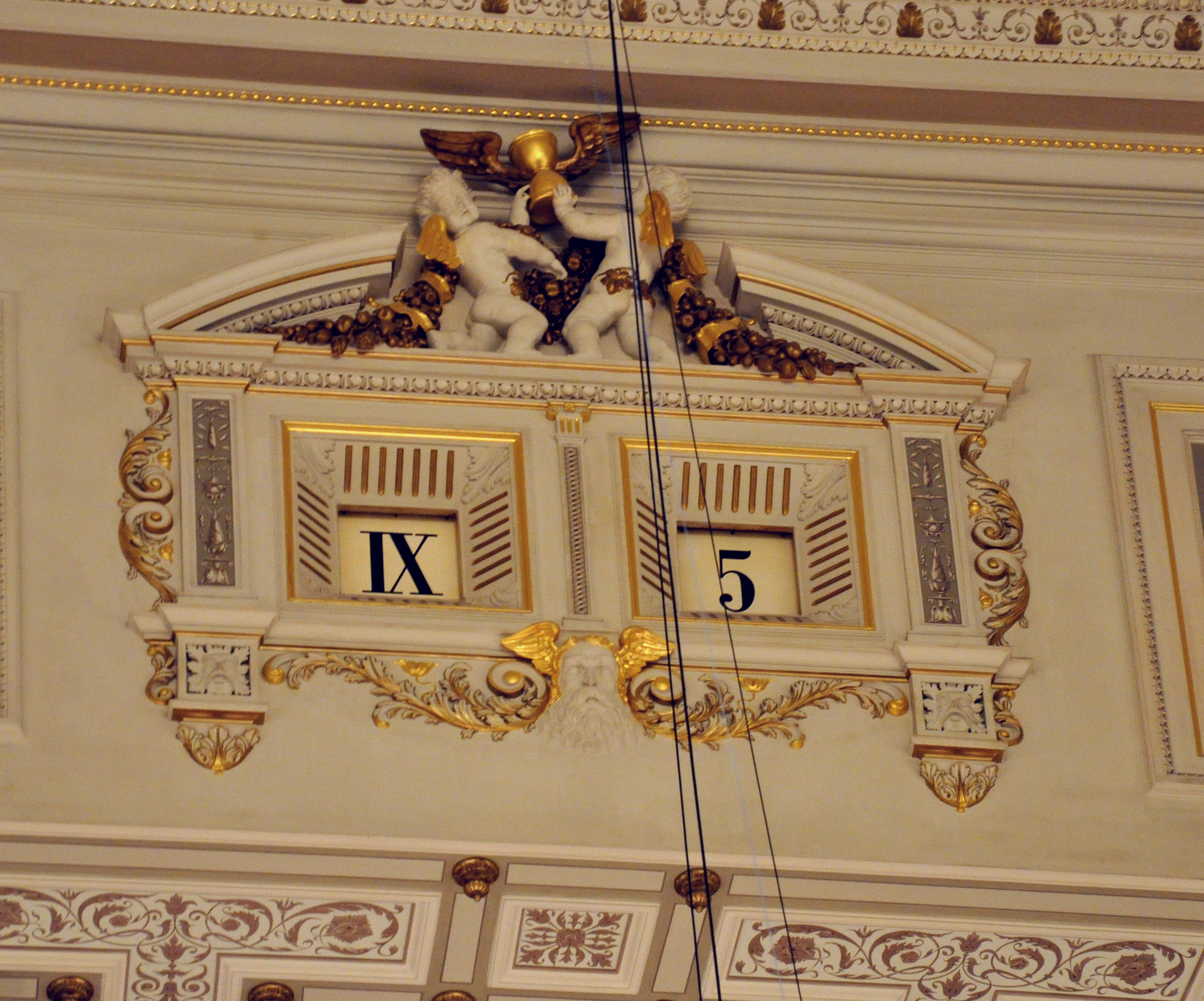
ゼンパー・オーパーの5分時計

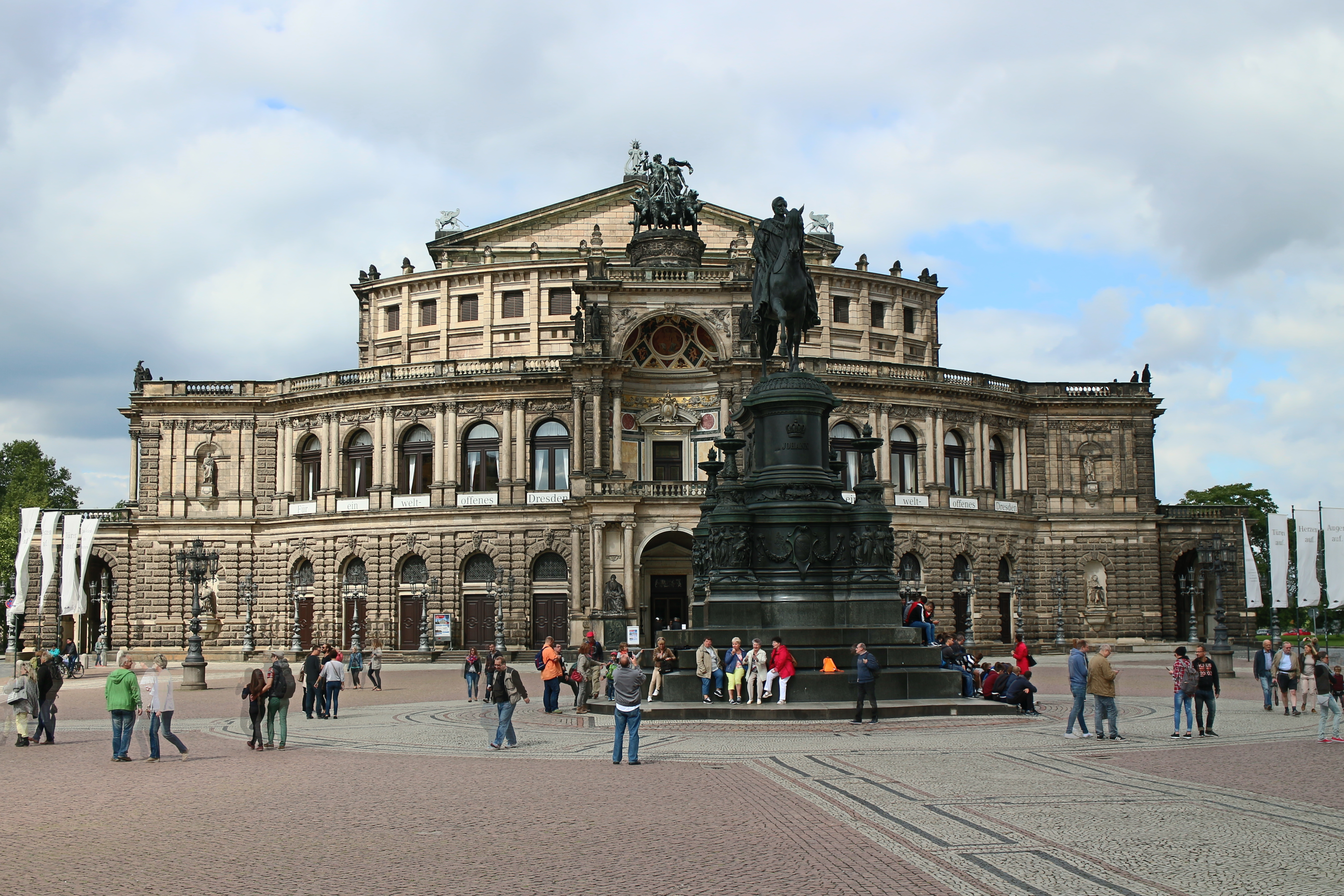
ゼンパー・オーパー

ゼンパー・オーパー（ドイツ語: Semperoper）は、ドイツ・ザクセン州の州都ドレスデンにある州立歌劇場（独: Sächsischen Staatsoper Dresden）の愛称。東ドイツ時代は国立の歌劇場で「ドレスデン国立歌劇場」と呼ばれたが、現在はザクセン州立である（もともと州立であるバイエルンなどと同様、国立と呼ばれることも多い）。専属の管弦楽団は、シュターツカペレ・ドレスデンの名でコンサートや単独録音も行い、非常に人気が高い。ドイツ諸邦の中でも強勢を誇ったひとつザクセン王国の宮廷歌劇場として作られ、旧東ドイツ政府が国家の威信をかけて復興に注力したこともあり、中規模都市の歌劇場でありながら建物面でもミュンヘン、ウィーン、パリなどに比肩する豪華さを誇っている。

## 歴史・沿革
- 1838年から1841年にかけて、ザクセン王国の首都ドレスデンの旧市街にオペラ劇場（宮廷歌劇場）として、新古典主義の建築家ゴットフリート・ゼンパー（1803年 - 1879年）の設計により建設された[1]。王の命により、時計師ヨハン・クリスティアン・フリードリヒ・グートケス（ドイツ語版）による5分表示のデジタル時計が設置された。
  - この劇場ではリヒャルト・ワーグナーが1843年から1849年まで指揮者を務めており、『リエンツィ』『さまよえるオランダ人』『タンホイザー』の初演の地としても知られる。リヒャルト・シュトラウスのオペラも大部分が当地で初演されており、有名オペラを多く初演した劇場としてはミラノ・スカラ座、ヴェネチア・フェニーチェ劇場などと並ぶ名門である。
- 1848年革命がドレスデンに波及した際、ゼンパーは革命側を支持し、ロンドンへの亡命を余儀なくされた。
- 1869年、劇場が火災で焼失すると、特赦を受けたゼンパーが改めて基本設計を行い、再建開始。
- 1878年、息子のマンフレート・ゼンパーによって完成。デジタル時計も復元された。
- 1945年、英米軍のドレスデン爆撃により大きな被害を受け、瓦礫の山となった。
- 1977年、復興が始まる。
- 1985年、復興完成。再びデジタル時計も復元された。
- 1990年、ドイツ再統一に伴い州立の歌劇場になった。
- 2002年、欧州を見舞った大洪水で大きな被害を受けたが、再開。

## 世界初演
- リヒャルト・ワーグナー
  - タンホイザー（1845年10月19日）
  - さまよえるオランダ人（1843年）
- リヒャルト・シュトラウス
  - サロメ（1905年12月9日）
  - エレクトラ（1909年1月25日）
  - ばらの騎士（1911年1月26日）
  - 無口な女（1935年6月24日）
  - ダフネ（1938年10月5日）

### 首席指揮者（音楽監督）
- カール・マリア・フォン・ウェーバー （1817年 - 1826年）
- リヒャルト・ワーグナー （1843年 - 1849年）
- エルンスト・フォン・シューフ （1899年 - 1914年）
- フリッツ・ライナー （1914年 - 1921年）
- フリッツ・ブッシュ （1922年 - 1933年）
- カール・ベーム （1934年 - 1942年）
- カール・エルメンドルフ （1943年 - 1944年）
- ヨーゼフ・カイルベルト （1945年 - 1950年）
- ルドルフ・ケンペ （1950年 - 1953年）
- フランツ・コンヴィチュニー （1953年 - 1955年）
- ロヴロ・フォン・マタチッチ （1956年 - 1958年）
- オトマール・スウィトナー （1960年 - 1964年）
- クルト・ザンデルリング （1964年 - 1967年）
- マルティン・トゥルノフスキー （1967年 - 1968年）
- ヘルベルト・ブロムシュテット （1975年 - 1985年）
- ハンス・フォンク （1985年 - 1990年）
- ジュゼッペ・シノーポリ （1992年 - 2001年）
- ベルナルト・ハイティンク （2002年 - 2004年）
- ファビオ・ルイージ （2007年 - 2010年 ）
- クリスティアン・ティーレマン （2012年 - 現在 ）